# Ken Kesey
Kenneth Elton Kesey, ou apenas Ken Kesey (La Junta, Colorado, EUA, 17 de setembro de 1935 - Eugene, Oregon, EUA, 10 de novembro de 2001), foi um escritor americano, mais conhecido pelo seu romance One Flew Over the Cuckoo's Nest (1962), que foi inspirado nas suas próprias experiências quando trabalhou num hospital de veteranos. Posteriormente a história foi adaptada para cinema pelo realizador Miloš Forman, em que Jack Nicholson e Louise Fletcher fizeram parte do elenco. Kesey discordou em alguns pontos sobre a adaptação do seu livro para o cinema, como por exemplo a escalação de Nicholson, ele preferia Gene Hackman como o protagonista.
Foi também conhecido por ser uma figura contracultural que se considerava uma ligação entre a Geração Beat dos anos 50 e os hippies de 1960. Em 1957 se alistou para receber US$ 75 que a CIA pagava a estudantes de Stanford para participar de experiências com LSD, substância ainda pouco conhecida. Posteriormente inscreveu-se para ser monitor de um hospício em San Francisco, para viver a troca de experiências que o levou a escrever One Flew Over the Cuckoo's Nest.
Kesey morreu no hospital de Eugene, no Oregon, após lutar contra um câncer no fígado.

## Obras
Algumas das obras de Kesey mais conhecidas são:
- One Flew Over the Cuckoo's Nest (1962, romance)
- Genesis West: Volume Five (1963, artigo de revista)
- Sometimes a Great Notion  (1964, romance)
- Kesey's Garage Sale (1973, colectânea de ensaios)
- Demon Box (1986, colectânea de ensaios e contos
- Caverns  (1989, romance)
- The Further Inquiry (1990, peça de teatro)
- Sailor Song (1992, romance)
- Last Go Round (1994, romance, escrito com Ken Babbs)
- Twister  (1994, peça de teatro)
- Kesey's Jail Journal (2003, colectânea de ensaios)